# 진산초등학교
진산초등학교는 대한민국 충청남도 금산군 진산면 읍내리에 있는 초등학교다.

## 학교 연혁
| 1912년 | 5월 1일  | 진산공립보통학교 개교(사립 진산학교 인수) |
| 1952년 | 5월 28일 | 지방국민학교 승격 분리                    |
| 1957년 | 4월 3일  | 만악국민학교 승격 분리                    |
| 1968년 | 3월 1일  | 석막국민학교 승격 분리                    |
| 1980년 | 3월 1일  | 군지정 산수과 연구학교                    |
| 1981년 | 3월 1일  | 병설유치원 개원                           |
| 1989년 | 3월 1일  | 석만분교 편입                             |
| 1991년 | 3월 1일  | 지방분교 편입                             |
| 1994년 | 3월 1일  | 석막분교장, 지방분교장 통합               |
| 1995년 | 3월 1일  | 만악국민학교 통합                         |
| 1996년 | 3월 1일  | 진산초등학교로 개명                       |
| 1999년 | 9월 1일  | 남이초등학교 건천분교장 통합              |
| 2014년 | 2월 12일 | 제99회 졸업(총 5,763명)                   |
| 2014년 | 3월 1일  | 7학급 인가                                |
| 2016년 | 2월 12일 | 제101회 졸업(총 5,809명)                  |
| 2016년 | 3월 1일  | 7학급 인가                                |
| 2017년 | 2월 10일 | 제102회 졸업(총 5,828명)                  |
| 2017년 | 3월 2일  | 7학급 인가                                |

## 참고 자료
- 진산초등학교 - 한국교육학술정보원 학교알리미